# Hippolyte Fizeau
Armand Hippolyte Louis Fizeau (París, 23 de septiembre de 1819-Venteuil, 18 de septiembre de 1896) fue un físico y astrónomo francés famoso por sus investigaciones sobre la luz.

## Investigaciones
Sus primeros trabajos estuvieron dedicados a mejorar los procesos fotográficos. Junto con Léon Foucault investigó los fenómenos de interferencia de la luz y de transmisión de calor. En 1848 descubrió independientemente de Christian Andreas Doppler el efecto Doppler para las ondas electromagnéticas. En Francia se conoce este efecto como efecto Doppler-Fizeau.  
En 1849 publicó resultados de medidas de la velocidad de la luz utilizando un instrumento que diseñó conjuntamente con Léon Foucault (experimento de Fizeau y Foucault). Esta fue la primera vez que se obtenía una medida directa de la velocidad de la luz. En 1850 en colaboración con E. Gounelle pudo medir la velocidad de propagación de la electricidad. En 1853 describió un método para aumentar la eficiencia de las inductancias en un circuito eléctrico utilizando condensadores. Posteriormente estudió la expansión térmica de los sólidos y utilizó un método de interferencias para medir la dilatación de materiales cristalinos.
En 1868 sugirió utilizar un método interferométrico para medir los diámetros estelares. El método fue puesto en práctica, aunque sin éxito debido a las limitaciones técnicas de la época, por el astrónomo Édouard Jean Marie Stephan (1837-1923).
En 1860 entró a formar parte de la Academia Francesa y en 1878 del Bureau des Longitudes, dos de los mayores reconocimientos por parte de la comunidad científica francesa. También ingresó en la Accademia Nazionale dei Lincei. Fue laureado con la medalla Rumford en 1866 y fue nombrado miembro extranjero de la Royal Society en 1875.
La primera medición satisfactoria de la velocidad de la luz la realizó en el año 1849 empleando una rueda dentada que giraba rápidamente, dispuesta de manera que la luz de un foco pasaba a través de uno de los huecos de la rueda reflejándose a continuación en un espejo situado a varios kilómetros de distancia, de tal manera que volviese a pasar por un agujero de la rueda. Cuando esta girase a cierta velocidad, el tiempo que tardaría la luz en ir, reflejarse en dicho espejo y volver sería el mismo que tardaría la rueda en girar de un hueco a un diente, de tal manera que la luz reflejada chocaría con el diente de la rueda, eclipsándose su luz totalmente. Sabiendo la velocidad a la que gira la rueda (el tiempo que tarda en cambiar de un hueco a un diente) y la distancia que recorre la luz, se puede calcular la velocidad de esta.
Fizeau murió en Venteuil el 18 de septiembre de 1896.

## Reconocimientos
- Galardonado con la Medalla Rumford en 1866.
- Es uno de los 72 científicos cuyo nombre figura inscrito en la Torre Eiffel.
- En 1970, la Unión Astronómica Internacional nombró en su honor el cráter lunar Fizeau.